# 萩原一郎
萩原 一郎（はぎわら いちろう、1946年 - ）は、日本の研究者。明治大学研究・知財戦略機構先端数理科学インスティテュート所長。博士（機械工学）。

## 経歴・人物
大阪府出身。1970年、京都大学卒業。1972年、京都大学大学院工学研究科数理工学専攻修了。日産自動車、上海交通大学客員教授などを経て、東京工業大学工学部機械科学科教授、同大学大学院理工学研究科機械物理工学専攻教授などを歴任。2012年より、明治大学研究・知財戦略機構特任教授、「先端数理科学インスティテュート」所長、「明治大学折紙工学研究拠点」代表。東京大学工学博士(機械工学)。日本学術会議会員。東京工業大学名誉教授。NPO法人「日本版イグノーベル賞を目指すCSNPプロジェクト」理事長。

## 主な所属学会
- 米国機械学会 フェロー会員
- 日本機械学会 フェロー会員
- 日本応用数理学会会長・フェロー会員
- 自動車技術会 フェロー会員
- 日本シミュレーション学会会長・フェロー会員